# Kimber Lee
Kimberly Frankele (Seattle, Washington; 27 de junio de 1990) es una luchadora profesional retirada estadounidense. En el circuito independiente, es más conocida por su trabajo bajo el nombre de Kimber Lee o Princess KimberLee. Se ha destacado por su trabajo junto a su excompañera de equipo Cherry Bomb, conocidas colectivamente como The Kimber Bombs, junto con ella que logró obtener el Shine Tag Team Championship y el Shimmer Tag Team Championship al mismo tiempo. También ha poseído con anterioridad el WSU Tag Team Championship, junto con Annie Social y el Chikara Grand Championship. En 2017 firmó con WWE, donde era conocida como Abbey Laith; sin embargo, en 2018 fue despedida.

## Primeros años
Frankele nació y se crio en Seattle, Washington. Originalmente aspirando a ser una bailarina, se entrenó en la danza desde una edad temprana. Primero se interesó en la lucha libre profesional en su adolescencia, y cita a Chyna como su inspiración.

## Carrera de Lucha Libre Profesional

### Combat Zone Wrestling (2011-2014)
Después de trasladarse a Filadelfia, Pensilvania, para asistir a la universidad, Frankele comenzó a entrenar en Combat Zone Wrestling. La primera mujer en graduarse de la escuela, ella debutó como luchadora en 2011, bajo el nombre de Kimber Lee. Su primera lucha de Combat Zone Wrestling (CZW) llegó el 9 de octubre de 2011, en la que derrotó a Austin Uzzie en una lucha intergender. En febrero de 2012, derrotó a Nevaeh, antes de perder ante Alex Colon. En junio de 2012, Lee se unió a Drew Gulak, en campaña para una mejorar Combat Zone. Lee y Gulak tuvieron un feudo con Greg Excellent, derrotaron a él y a Mia Yim en una pelea por equipos mixtos en septiembre. Dos meses más tarde, Lee derrotó a Excelent en una lucha individual, antes Excellent y Momma Excellent derrotaron a Lee y Gulak.  A lo largo de 2013 y 2014, Lee continuó compitiendo en CZW, participando en los dos luchas de mujeres y intergenéricas. Se enfrentó a luchadores incluyendo Neveah, Christina Von Eerie, Candice LeRae, Alexxis Nevaeh, y Jessicka Havok en luchas individuales y por equipo.

### Women Superstars Uncesored (2012-2016)
Lee comenzó a competir para Women Superstars Uncensored (WSU) en abril de 2012; como parte del J-Cup Tournament de la promoción, ella fue derrotada por Athena. Ese mismo mes formó un equipo con Annie Social, con el par perdiendo su primer combate en contra de Rick Cataldo y Ezave Suena. Durante Full Steam Ahead en octubre, ellas perdieron ante The Midwest Militia (Allysin Kay y Sassy Stephie). En mayo de 2013, Lee entró al WSU King and Queen of the Ring tournament junto a Drew Gulak, donde derrotaron a la pareja conformada por Devon Moore y Mickie Knuckles, y también a Ohio is for Killers (Nevaeh y Jake Crist) en camino a la final, ellos perdieron ante AR Fox y Athena. Comenzando a usar el nombre de equipo Chicks Using Nasty Tactics, Lee y Social derrotaron a Jessie Brooks y Veda Scott para convertirse en las contendientes número uno por los WSU Tag Team Championship en agosto.
El 8 de febrero de 2014, ellas derrotaron a The Midwest Militia para ganar los WSU Tag Team Championship, y logrando defender los títulos ante Christina Von Eerie y Nevaeh esa misma noche. En mayo de 2014, Lee y Gulak ingresaron en el Queen and King of the Ring tournament por segunda vez, sin embargo fueron eliminados por World's Cutest Tag Team (Candice LeRae y Joey Ryan) en las semifinales. Después de retener los campeonatos en contra de Rick Cataldo y Veda Scott, perdieron los títulos ante The Juicy Product (David Starr y JT Dunn) en julio de 2014, y fallaron en recuperarlos durante una revancha en septiembre. El 21 de febrero de 2015, Chicks Using Nasty Tactics derrotaron a The Juicy Product para ganar los WSU Tag Team Championship por segunda vez. El 13 de febrero de 2016, ellas perdieron los títulos ante The Fella Twins durante 9th Anniversary Show.

### Shine Wrestling (2013-2015)
Lee debutó para Shine Wrestling en su sexto show en enero de 2013, donde ella fue derrotada por Nikki Roxx. Durante Shine 12, ella perdió ante Kimberly. Lee formó un equipo junto con Cherry Bomb, brevemente llamadas Team Combat Zone antes de ser renombradas como The Kimber Bombs. Ella regresó en febrero de 2014 durante Shine 17; The Kimber Bombs participaron en un torneo para determinar a las inaugurales Shine Tag Team Champions, pero fueron eliminadas en la primera ronda por las eventuales ganadoras The Lucha Sisters (Leva Bates y Mia Yim). The Kimber Bombs continuaron compitiendo en combates por equipos, derrotando a S-N-S Express (Sassy Stephie y Jessie Belle) durante Shine 21, y desafiando sin éxito a Legendary (Malia Hosaka y Brandi Wine) por los Shine Tag Team Championship durante Shine 23. 
En una revancha durante Shine 25 el 6 de marzo de 2015, The Kimber Bombs ganaron los campeonatos. Sin embargo durante Shine 30 el 2 de octubre de 2015, tuvieron que abandonar los títulos debido a la lesión de Cherry Bomb.

### Shimmer Women Atletes (2013-2016)

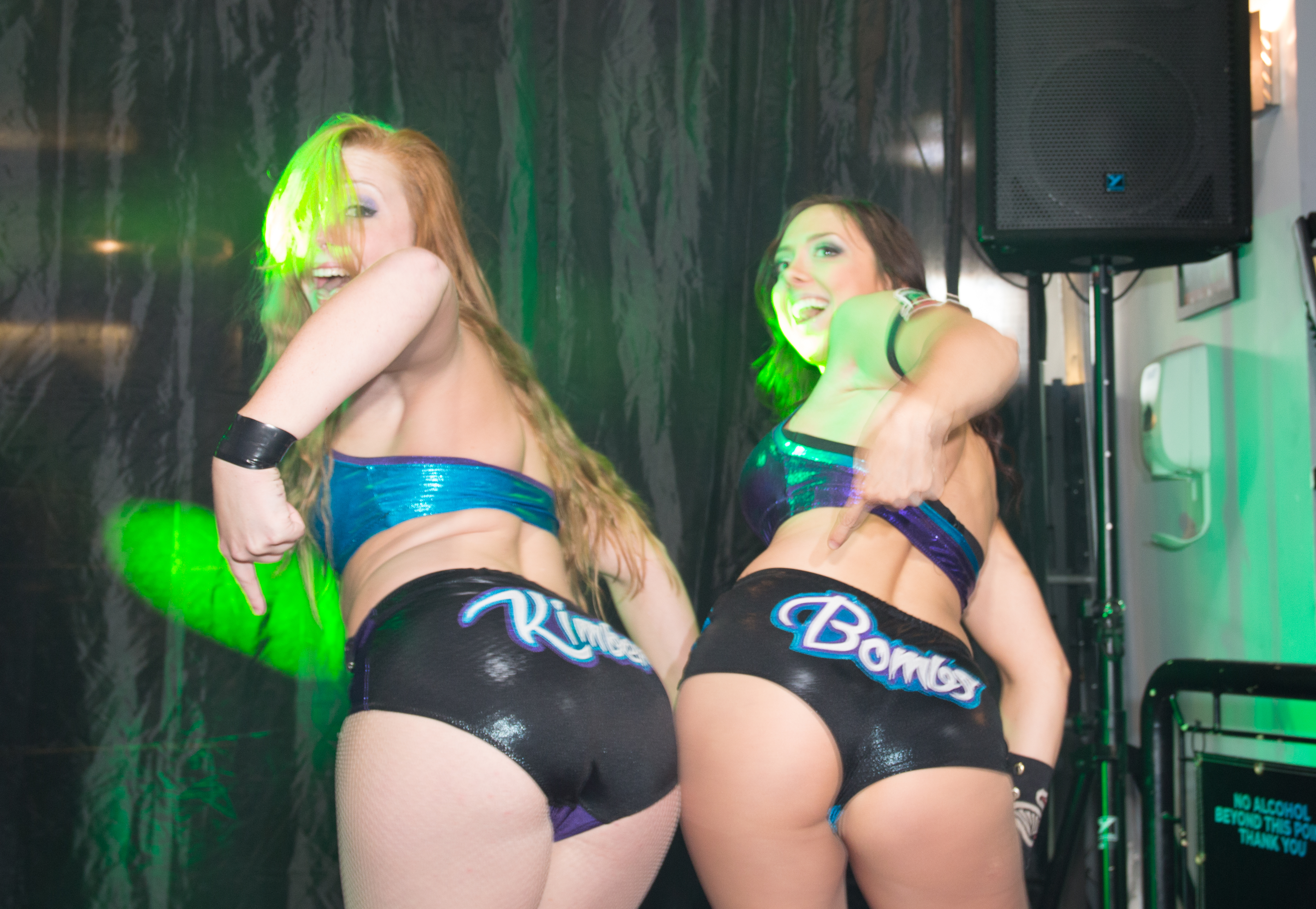
Kimber Lee (izquierda) y su pareja Cherry Bomb en agosto de 2014

En abril de 2013, Lee hizo su debut para Shimmer Women Athletes en Shimmer 53. En octubre de 2013, The Kimber Bombs desafió sin éxito a 3G (Kellie Skater y Tomoka Nakagawa) por el Campeonato en Parejas de Shimmer. A lo largo de 2014, The Kimber Bombs continuó compitiendo en la división por equipos de Shimmer contra los equipos incluyendo Leva Bates y Veda Scott, Ray y Leon, Bambi Hall y KC Cassidy, y The Buddy System (Heidi Lovelace y Solo Darling). El 11 de abril de 2015, The Kimber Bombs derrotaron a 3G para ganar los Campeonatos en Parejas de Shimmer. Perdieron los títulos ante Evie y Heidi Lovelace el 26 de junio de 2016.

### Chikara (2014–2016, 2018-2020)
Lee hizo su debut para Chikara durante el King of Trios 2014: Night 1 en septiembre de 2014 como Princess KimberLee. Ella había hecho varias apariciones en las promociones hermana de Chikara "Wrestling Is" en el 2013 y en el 2014, pero como luchadora temporalmente y como valet de "Knight Eye for the Pirate Guy", el equipo de Jolly Roger & Lance Steel, a quien ella eventualmente se uniría al equipo durante el King of Trios tournament, siendo derrotada en la primera ronda por Gekido. Ella lucharía más adelante en su primer combate individual para Chikara, en contra de Missile Assault Ant, en un intento fallido.
El 2015 se convertiría en un año mucho más grande para Princess, ya que participaría en un combate de 10 hombres en el evento debut de la temporada. Cuando se anunció el nuevo torneo de doble sistema de todos contra todos "Challenge of the Immortals", ella fue elegida como una de las diez capitanes de equipo. Luego eligió a su amigo Jervis Cottonbelly y al dúo de Los Ice Creams, siendo los perdedores definitivos del torneo, y pasando varios meses sin ganar. Pero a mediados del torneo, inspirados por el liderazgo de Lee, comenzaron a ganar, para finalmente lograr posicionarse como uno de los dos equipos finalistas. Después de que el líder de puntos "Dasher's Dugout" tuviera que renunciar a sus puntos, que puso al equipo de KimberLee "Crown and Court" en la final.
El 5 de diciembre de 2015, en el final de temporada "Top Banana", "Crown & Court" ganaron el Challenge of the Immortals tournament, derrotando a "Wrecking Crew" en el proceso. Más tarde en la noche, ella había realizado su "Golden Opportunity" después del evento principal, logrando derrotar a Hallowicked para ganar el Chikara Grand Championship. Con su victoria, ella se convirtió en la primera luchadora femenina en llevar el título superior en una promoción no femenina. Ella perdió el título de nuevo ante Hallowicked el 30 de mayo de 2016.
Lee hizo su regreso a Chikara después de dejar la WWE. Ella actuó con The Whisper como equipo de etiqueta, ganando La Lotería Letal en 2018. El 8 de diciembre de 2018, KimberLee y The Whisper ganaron los Campeonatos de Parejas de Chikara.

### WWE (2016-2018)
Kimber Lee hizo una aparición el 7 de diciembre de 2016, en el episodio de WWE NXT, perdiendo ante Ember Moon. más tarde ese mes, se informó que había firmado con la WWE y que comenzaría con la compañía en enero de 2017. WWE anunció oficialmente la firma de Frankele el 4 de enero de 2017 junto a otras estrellas.  En los eventos en vivo continuó usando el nombre Kimber Lee y en ocasiones el de Kimberly Frankele. El 12 de abril de 2017 en un episodio de NXT, debutó perdiendo ante Ruby Riot. En el episodio del 3 de mayo de NXT, Frankele compitió en un batalla real de quince mujeres para determinar el contendiente número uno por el Campeonato Femenino de NXT, donde fue eliminada por Riot. En junio, Frankele pasó a llamarse Abbey Laith.
Fue confirmada como una de las 32 concursantes para el Mae Young Classic, en el torneo cambio a Face, en la primera fase eliminó a Jazzy Gabert y en la segunda eliminó a Rachel Evers, sin embargo en la tercera fase fue eliminada por Mercedes Martinez. El 25 de octubre se enfrentó a Billie Kay, Bianca Belair, Nikki Cross, Santana Garrett, Mercedes Martinez, Vanessa Borne, Reina González, Taynara Conti, Lacey Evans, Sage Beckett, Candice LeRae, Sarah Logan, Aliyah, Dakota Kai, Rhea Ripley y Zeda, la ganadora sería la última participante de la amenaza cuádruple que se llevaría a cabo en WarGames, para coronar a la nueva campeona de NXT, sin embargo salió derrotada. Después de algunos meses fuera, regresó en un evento de NXT en 2018 donde saldría derrotada por Shayna Baszler.
El 8 de marzo de 2018 Franekele fue despedida de WWE, según algunos medios cercanos a la empresa, su despido fue debido a su mal comportamiento.

### Impact Wrestling (2020-2023)
Lee hizo su debut en Impact Wrestling en el episodio del 5 de mayo de 2020 de Impact! durante el segmento "Locker Room Talk" de Madison Rayne donde se enfrentó a Havok.
El 6 de mayo anunció su retiro de la lucha libre profesional.

## Vida personal
Frankele se graduó de la Universidad de las Artes en Filadelfia en 2013, con un estudio en danza.

## En Lucha
- Movimientos finales
  - Como Abbey Laith
    - Alligator Clutch (circuito independiente/WWE) (Double leg trap rana, transicionado después de un powerbomb o sunset flip)

  - Como Kimber Lee
    - Alligator Mutilation (Double underhook chickenwing)[10]
    - Cross armbar
    - Yoshitonic (Leg trap sunset flip powerbomb)
- Movimientos de firma
  - Como Abbey Laith
    - German suplex
    - High-angle senton bomb
    - Knife edge chop, a veces en secuencias
    - Modified tarantula
    - Múltiples variaciones de patada
      - Bicycle
      - Low front drop
      - Repetidas veces una roundhouse o shoot kick, a la sección media del oponente o la cabeza, mientras esta de rodillas o de pie
      - Spinning heel

    - Split-legged jawbreaker
    - Sliding forearm smash, a un oponente sentado
    - Springboard arm drag
    - Suicide dive

  - Como Kimber Lee
    - German suplex, a veces con un bridge
    - Hurricanrana
    - Knife-edged chop
    - Leg lariat
    - Palm strike[10]
    - Split-legged jawbreaker
- Luchadores dirigidos
  - Deonna Purrazzo
  - Drew Gulak[40]
- Apodos
  - "Princess Palmstrike"[2]
- Temas de entrada
  - "The New Regime" por Kenny Wootton and Harley Wootton[41]
  - "A Place Darker Still" por Jackson Eppley (NXT; 12 de abril de 2017 – 8 de marzo de 2018)

## Campeonatos y logros

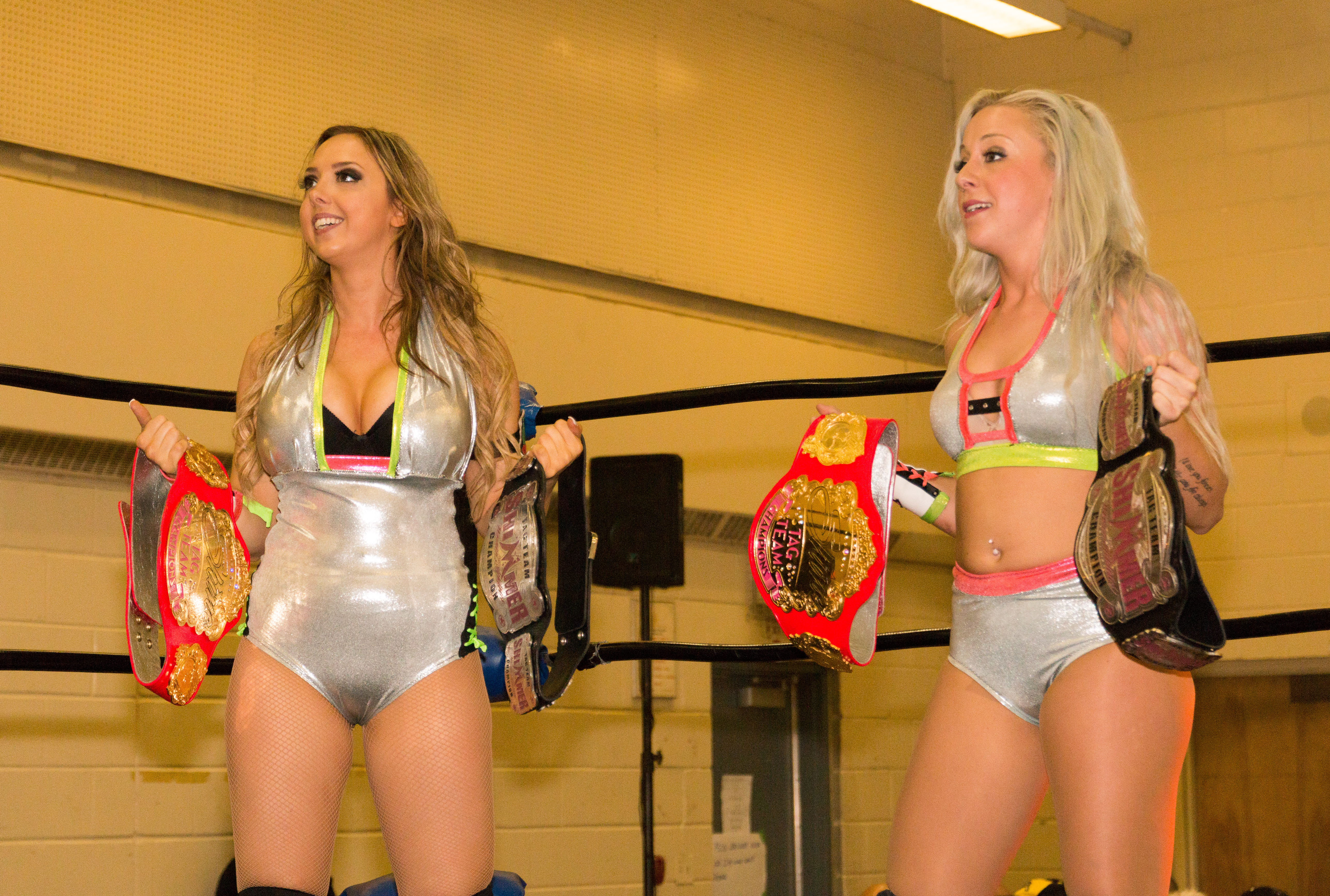
The Kimber Bombs: Cherry Bomb (izquierda) y Lee (derecha) con los dos títulos diferentes el Shine Tag Team Championship y el Shimmer Tag Team Championship

- AAW: Professional Wrestling Redefined
  - AAW Women's Championship (1 vez)

- Beyond Wrestling
  - Tournament for Today Women (2016)

- Chikara
  - Chikara Campeonatos de Parejas (1 vez) - con The Whisper
  - Chikara Grand Championship (1 vez)
  - Challenge of the Immortals (2015) – con El Hijo del Ice Cream, Ice Cream Jr. y Jervis Cottonbelly
  - King of Trios (2019) - con Ophidian y Lance Steel
  - La Lotería Letal (2018) – con The Whisper

- Dynamite Championship Wrestling
  - DCW Women's Championship (1 vez)

- Jersey All Pro Wrestling
  - JAPW Women's Championship (1 vez)

- Legacy Wrestling
  - Legacy Women's Championship (1 vez)[42]

- Maryland Championship Wrestling
  - MCW Women's Championship (1 vez)

- Shimmer Women Athletes
  - Shimmer Championship (1 vez, actual)
  - Shimmer Tag Team Championship (1 vez) –con Cherry Bomb[30]

- Shine Wrestling
  - Shine Tag Team Championship (1 vez) – con Cherry Bomb[43]

- Women Superstars Uncensored
  - WSU Tag Team Championship (2 veces) – con Annie Social[2]

- Pro Wrestling Illustrated
  - Situada en el N°17 en el PWI Female 50 en 2016[44]
  - Situada en el N°37 en el PWI Female 50 en 2017[45]
  - Situada en el N°50 en el PWI Female 100 en 2018
  - Situada en el Nº90 en el PWI Female 100 en 2019